# الزبدة في طبق متغطرس (مسرحية)
الزبدة في طبق متغطرس (بالإنجليزية: Butter in a Lordly Dish)‏ هو اسم مسرحية إذاعية لمدة نصف ساعة كتبتها أجاثا كريستي وبُثت لأول مرة على البرنامج الإذاعي لايت في راديو بي بي سي يوم الثلاثاء 13 يناير 1948 في 9:30. لا يوجد تسجيل للمسرحية ولم يتم نشر المسرحية تجاريًّا. ولا تزال هذه المسرحية واحدة من أعمال كريستي الأقل شهرة. وقد تم اقتباس هذا الاسم من الكتاب المقدس.

## الإنتاج الإذاعي عام 1948
مدير / منتج: مارتن سي. ويبستر
الطاقم:
- ريتشارد وليامز بِدَوْر السيد لوك إندربي
- ليديا شيروود بِدَوْر السيدة إندربي
- ريتا فالي بِدَوْر جوليا كين
- ثيا ويلز بِدَوْر سوزان وارن
- دورا غريغوري بِدَوْر السيدة بيتر
- جيل نياسا بِدَوْر فلوري
- جانيت موريسون بِدَوْر هايوارد
- ديفيد كوسوف بِدَوْر بورتر